# Немодлинские говоры
Немо́длинские го́воры (пол. gwary niemodlińskie) — говоры силезского диалекта/языка, распространённые в Опольском воеводстве в окрестностях города Немодлина. Включаются в состав северносилезской группы говоров.
Характерной чертой данных говоров является сохранение носового призвука в континуантах древнепольских носовых гласных во всех позициях. От силезских говоров, размещённых от немодлинского ареала к югу и востоку, отличаются наличием мазурения.

## Вопросы классификации
Немодлинские говоры были выделены в классификациях силезского диалекта А. Зарембы (1961) и С. Бонка (1971). В классификации А. Зарембы немодлинские говоры (диалекты — в терминологии автора) образуют вместе с опольскими и ключборкскими говорами северносилезский диалектный ареал. Объединяющим признаком для данного ареала было выбрано мазурение. В классификации С. Бонка немодлинские говоры включены вместе с опольскими и нижнесилезскими говорами в группу собственно северносилезских (мазуракающих) говоров. Данная группа вместе со среднесилезской группой образуют средне-северносилезский ареал, характеризующийся дифтонгическим произношением суженной гласной á. Средне-северносилезский и гливицкий ареалы составляют в свою очередь в классификации С. Бонка северносилезскую диалектную область.

## Область распространения
Область распространения немодлинских говоров представляет собой два небольших изолированных друг от друга ареала, расположенных в Опольском воеводстве на левобережье Одры к востоку от города Немодлина. В прошлом немодлинские говоры занимали более обширную территорию. Вплоть до середины XX века из-за распространения немецкого языка немодлинский ареал постоянно уменьшался. После Второй мировой войны немецкое население покинуло Силезию, на его место были переселены поляки из других районов Польши, в результате чего немодлинские говоры оказались в окружении новых смешанных польских говоров. Ранее ареал немодлинских говоров согласно диалектологической карте Б. Выдерки граничил с областями распространения нижнесилезских говоров (на севере), опольских говоров (на северо-востоке), стшелецких говоров (на востоке) и глогувецких говоров (на юге).
Северный анклав немодлинского ареала включает селения Карчув, Неводники, Нарок и Гольчовице (Опольский и Бжеский повяты). Южный ареал, протянувшийся узкой полосой по границе с ареалом глогувецких говоров, включает селения Пехоцице, Стара-Ямка, Кузница-Лигоцка и Совин, а также, вероятнее всего, селение Пушина с этнически смешанным населением (Нысский повят). В южных немодлинских говорах отмечается распространение некоторых диалектных явлений, характерных для глогувецкого ареала, в частности, произношение континуанта древнепольской á как [eu̯].

## Особенности говоров
Основные диалектные черты:  
1. Наличие мазурения: syja — пол. литер. szyja «шея», capka — пол. литер. czapka «шапка».
2. Дифтонгическое произношение континуанта древнепольской суженной гласной á как [ou̯]: ptou̯k — пол. литер. ptak «птица», trou̯va — пол. литер. trawa «трава».
3. Монофтонгическое произношение континуантов чистых o, e, суженной o и других неносовых гласных:
  - лабиализация континуанта чистой гласной ó в начале слова, как и в остальных северносилезских говорах; в середине слова возможно дифтонгическое произношение континуанта o как [ou̯] в заимствованных словах: dou̯хtůr, u̯yrх;
  - континуант суженной ó реализуется как [ů]: brůzda, bžůska, drůga — пол. литер. droga «дорога»;
  - произношение в некоторых заимствованиях гласной e как дифтонга [eu̯] или иногда как [yu̯]: maneu̯vry — пол. литер. manewry «маневры», cyu̯хa — пол. литер. cecha «черта, признак»; в целом для немодлинских говоров данное явление нетипично.
4. Специфическая черта немодлинских говоров, выделяющая их среди остальных силезских говоров — сохранение носового призвука в континуантах древнепольских носовых гласных во всех позициях, даже перед согласной l.